# Sika Bella Kaboré

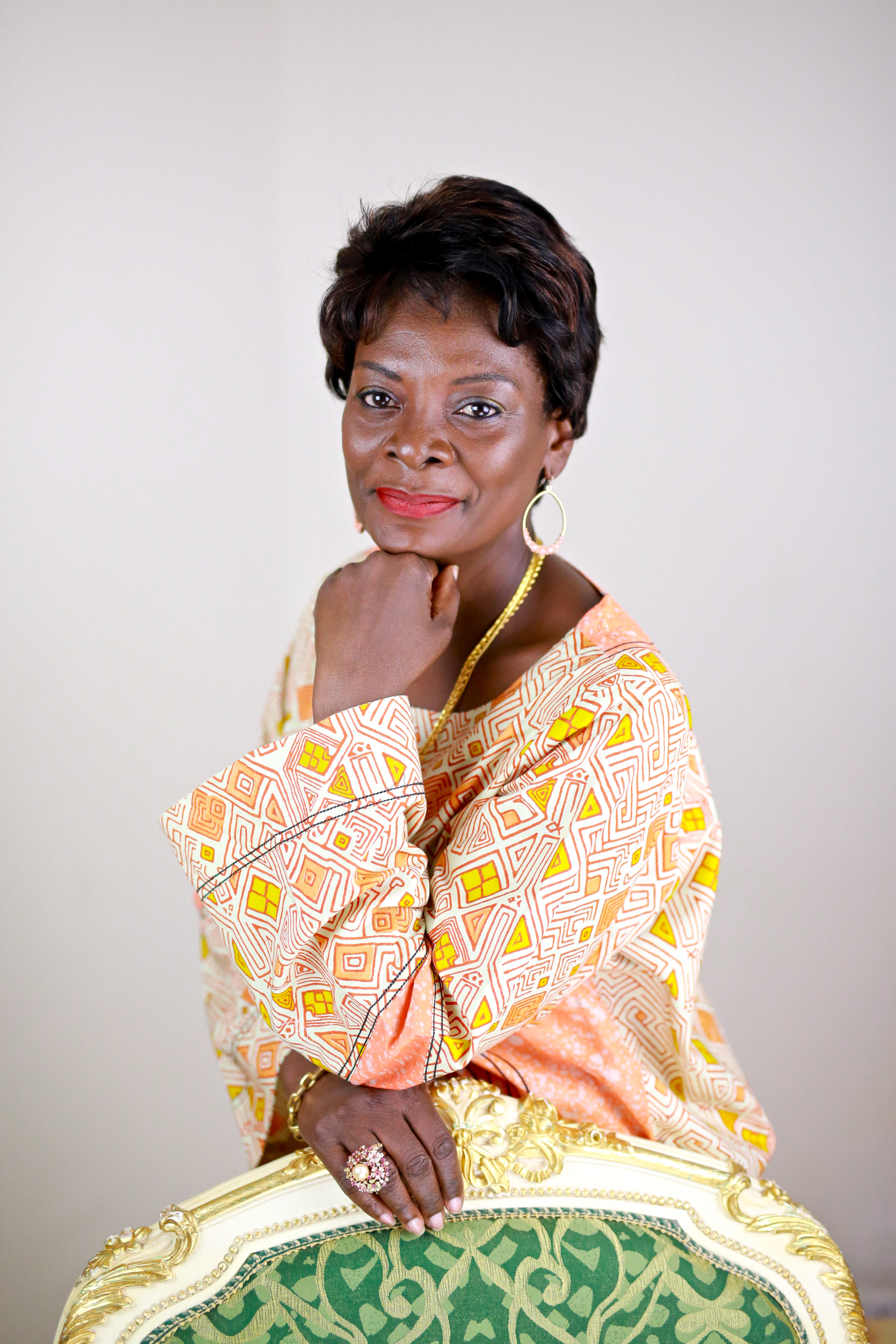
Sika Bella Kaboré, 2016

Sika Bella Kaboré (* 20. Oktober 1959 in Lomé als Sika Bella Adjoavi) ist eine burkinabéische Rechtsanwältin togolesischer Herkunft und die Ehefrau des burkinischen Präsidenten Roch Marc Kaboré. Seit dem 29. Dezember 2015 ist sie als solche First Lady von Burkina Faso.

## Biografie
Kaboré wurde 1959 als Sika Bella Adjoavi in Lomé, dem heutigen Togo als Tochter von Mawupé Valentin Vovor, einem togolesischen Arzt, und Emilia Moreira geboren. Sie wird gewöhnlich Bella genannt, was ihr zweiter Vorname ist. Sika Bella Kaboré schloss ihr Studium der Rechtswissenschaften an der Universität von Lomé ab. Danach zog sie nach Frankreich, um ihr Studium an der Universität von Burgund fortzusetzen. Sie lernte ihren zukünftigen Ehemann, Roch Marc Christian Kaboré, kennen, während beide an französischen Universitäten studierten. Das Paar heiratete 1982 und bekamen drei Kinder. Sie zogen in den 1980er Jahren in Kaborés Heimatland Burkina Faso, wo sie bei der Industrie- und Handelskammer (CCI) in Ouagadougou als Referentin für Rechtsfragen arbeitete, während ihr Mann zum Generaldirektor der Internationalen Bank von Burkina Faso ernannt wurde. Im Jahr 2006 wurde Kaboré Leiterin der KIMI-Stiftung, die präventive Gesundheitsdienste für burkinabische Frauen und Kinder anbietet. Die KIMI-Stiftung, was in der Dyula-Sprache „Regenschirm“ bedeutet, konzentriert sich auf die Behandlung chronischer Krankheiten, darunter Brustkrebs, Gebärmutterhalskrebs und Sichelzellenkrankheit. Nach der Präsidentschaftswahl 2015 wurde sie neue First Lady und löste damit ihre Vorgängerin Marie Kafando ab. Als First Lady setzt sie sich vor allem für Gleichberechtigung ein.